# Славимир Стојановић
Славимир Стојановић (Београд, 7. јануар 1969), српски је дизајнер, креативни директор, илустратор и визуелни уметник.
Студирао је Академију примењених уметности у Београду, а потом и ХДК - Школа за дизајн и примењену уметност (швед. Högskolan för Design och Konsthantverk) на Универзитету у Гетеборгу (Шведска) у класи проф. Х. К. Ериксона, као и Ликовну академију у Љубљани, Словенија. Сматра се одговорним за подизање стандарда не само у Србији, већ у целој источној и Централној Европи.

## Биографија
Дизајнерску каријеру је почео као арт директор у С-Тим Битс Сачи & Сачи Адвертајзинг Балканс (енгл. S. Team Bates Saatchi & Saatchi Advertising Balkans). У С-Тиму Стојановић је добио прилику да неометано развија своје идеје захваљујући неколицини значајних клијената агенције (Сони, Мерцедес Бенц, Мишлен, Кока кола), што је након извесног времена довело до буквалног препорода српског графичког дизајна и рекламе. Стојановићев рад у Сачију је такође донео многе значајне међународне награде (око 150), а сам Стојановић је постао један од најхваљенијих дизајнера у Централној Европи. Стојановићев највероватније најпознатији рад је лого радио-станице Б92, водећег независног јавног гласила у Србији, за који је Стојановић добио два пута награду MTV Free Your Mind. Такође је радио дизајн за омоте албума разних српских уметника (Рамбо Амадеус, Плејбој, А. К, и др.).
Крајем деведесетих сели се у Љубљану где проводи годину дана у фирми Компас Дизајн као креативни директор.
Данас ради у Арих дизајну у Љубљани и власник је креативног сервиса Футро.

### Уметнички рад
Славимир Стојановић је оставио вишеслојни печат на целу екс-југословенску дизајнерску сцену. Прво се усредсредио на међународне, софистициране трендове и потпуно одбацио крут и тежак стил заостао још од комунистичких времена. Његове рекламе својом симболиком директно ударају на подсвест и активирају осећај за чисто визуелну лепоту која се често заснива на чистом парадоксу.
Стојановић је такође у српски дизајн увео модерну употребу типографије. Пажљивим одабиром слова, био је први који је почео да користи неке фонтове, сматрајући да слово није само средство вербалног изражавања, већ кључни део визуелне дефиниције.
Велики утицај су на њега извршили Мирко Илић, Пол Ранд, Тибор Калман и Вуди Пиртл.
Стојановић је, фебруара 1998. године, направио нови грб за Фудбалски савез Југославије. Поводом отварања реконструисаног Народног музеја у Београду јуна 2018. године редизајнирао је постојећи лого музеја.

## Награде
Добио је више од 200 међународних награда и признања, укључујући: Epica, Cresta, Eurobest, Clio, , , , , , , Global Award, Montreux Gold, Brumen Grand Prix, за најбољи графички дизајн у Словенији, Грифон, за најбољи графички дизајн у СЦГ, итд.
Његови су радови део колекција у музеју Помпидоу у Паризу, Музеју уметности и рекламе у Хамбургу и у Музеју плаката у Варшави.

## Књиге
- Синги Лумба и Дрво чаробних оловака, 2017.[10]
- Синги Лумба и Коцкаста планета, 2020.[11]
- Девет - роман у илустрованим причама, 2022.[12]
- Речник бескрајног одрастања, 2022.[13]